# Клепиков Олександр Федорович
Олександр Федорович Клепиков (5 лютого 1937, тепер Воронезька область, Російська Федерація — 25 листопада 2008, місто Москва, Російська Федерація) — радянський діяч, 1-й секретар Сирдар'їнського обласного комітету КП Узбекистану. Депутат Верховної ради Узбецької РСР 11-го скликання. Народний депутат СРСР (1989—1991).

## Життєпис
У 1961 році закінчив Воронезький сільськогосподарський інститут.
У 1961—1975 роках — механік радгоспу; інженер-конструктор птахокомбінату; головний інженер, директор м'ясоптахокомбінату; директор м'ясоконсервного комбінату у Воронезькій області.
Член КПРС з 1964 року.
У 1975—1980 роках — 2-й секретар Борисоглібського міського комітету КПРС Воронезької області; голова виконавчого комітету міської ради народних депутатів у Воронезькій області.
У 1980—1985 роках — завідувач відділу Воронезького обласного комітету КПРС.
Закінчив заочно Академію суспільних наук при ЦК КПРС.
У 1985 — січні 1986 року — 1-й заступник голови виконавчого комітету Ташкентської обласної ради народних депутатів.
14 січня 1986 — 7 березня 1990 року — 1-й секретар Сирдар'їнського обласного комітету КП Узбекистану.
У 1990—1991 роках — завідувач сектору відділу аграрної політики ЦК КПРС; 1-й заступник завідувача відділу аграрної політики ЦК КП РРФСР.
У 1990-х роках — незалежний політолог, публіцист, прозаїк. Потім — на пенсії в місті Москві.
Помер 25 листопада 2008 року.

## Нагороди і звання
- орден Дружби народів
- два ордени «Знак Пошани»
- медалі